# Polia divisa
Polia divisa là một loài bướm đêm trong họ Noctuidae.